# مسابقات فوتبال زیر ۲۳ سال آسیا ۲۰۲۴
مسابقات فوتبال زیر ۲۳ سال آسیا ۲۰۲۴ (به انگلیسی: 2024 AFC U-23 Asian Cup) ششمین دوره مسابقات فوتبال زیر ۲۳ سال آسیا است که از ۱۵ آوریل تا ۳ مه ۲۰۲۴ در کشور قطر برگزار می‌شود.